# Westport (Washington)
Westport es una ciudad ubicada en el condado de Grays Harbor en el estado estadounidense de Washington. En el año 2000 tenía una población de 2.137 habitantes y una densidad poblacional de 228,9 personas por km².

## Geografía
Westport se encuentra ubicada en las coordenadas 46°53′27″N 124°6′36″O / 46.89083, -124.11000.

## Demografía
Según la Oficina del Censo en 2000 los ingresos medios por hogar en la localidad eran de $32.037, y los ingresos medios por familia eran $40.037. Los hombres tenían unos ingresos medios de $33.173 frente a los $23.889 para las mujeres. La renta per cápita para la localidad era de $13.362. Alrededor del 14,3% de la población estaban por debajo del umbral de pobreza.